# NGC 6436
NGC 6436 est une galaxie spirale située dans la constellation du Dragon. Sa vitesse par rapport au fond diffus cosmologique est de 6 269 ± 7 km/s, ce qui correspond à une distance de Hubble de 92,5 ± 6,5 Mpc (∼302 millions d'al). NGC 6436 a été découverte par l'astronome américain Lewis Swift en 1884.
La classe de luminosité de NGC 6436 est III-IV et elle présente une large raie HI.
En raison d'une brillance de surface égale à 14,12 mag/am2, on peut qualifier NGC 6436 de galaxie à faible brillance de surface (LSB en anglais pour low surface brightness). Les galaxies LSB sont des galaxies diffuses (D) avec une brillance de surface inférieure de moins d'une magnitude à celle du ciel nocturne ambiant.
À ce jour, trois mesures non basées sur le décalage vers le rouge (redshift) donnent une distance de 75,567 ± 4,429 Mpc (∼246 millions d'al), ce qui est à l'extérieur des valeurs de la distance de Hubble. Notons que c'est avec la valeur moyenne des mesures indépendantes, lorsqu'elles existent, que la base de données NASA/IPAC calcule le diamètre d'une galaxie et qu'en conséquence le diamètre de NGC 6436 pourrait être d'environ 40,3 kpc (∼131 000 al) si on utilisait la distance de Hubble pour le calculer.